# Cory Riecks
Cory John Riecks (Auburn, 7 novembre 1988) è un allenatore di pallavolo ed ex pallavolista statunitense, nel ruolo di schiacciatore.

## Carriera

### Giocatore

#### Club
La carriera di Cory Riecks inizia nei tornei scolastici californiani, giocando per tre anni con la Placer HS. Dopo il diploma gioca anche a livello universitario, partecipando alla NCAA Division I dal 2008 al 2011 con la Pepperdine, raggiungendo la finale nazionale nel suo primo anno.
Nella stagione 2011-12 firma il suo primo contratto professionistico, approdando in Germania al Friedrichshafen, club di 1. Bundesliga, che tuttavia lascia già a novembre per approdare ad un altro club tedesco, il Bühl, col quale conclude l'annata e gioca anche nella stagione seguente.
Nel campionato 2013-14 si trasferisce in Finlandia, dove prende parte alla Lentopallon Mestaruusliiga col Raision Loimu, mentre nel campionato seguente viene ingaggiato in Repubblica Ceca dall'Ostrava, in Extraliga, vincendo la coppa nazionale. 
Nella stagione 2015-16 passa al Teruel, club spagnolo impegnato in Superliga col quale disputa la finale di tutte e tre le competizioni nazionali, uscendo sempre sconfitto contro l'Almería. Nella stagione successiva gioca a Porto Rico nella Liga de Voleibol Superior Masculino, ingaggiato dai Caribes de San Sebastián, coi quali raggiunge ancora una volta le finali scudetto, mentre nel campionato 2017-18 firma per l'Al-Wasl, negli Emirati Arabi Uniti, che lascia a metà annata per disputare brevemente la NVA 2018 con il Rising Tide, dove conclude la sua carriera da giocatore.

### Allenatore
Il 31 maggio 2018 viene nominato assistente allenatore della Pacific, entrando nello staff di Greg Gibbons, dove resta fino al 2022.

## Palmarès

### Club
- Coppa della Repubblica Ceca: 4

2014-15

### Premi individuali
- 2010 - All-America Second Team